# Materinski most
Materinski most (zgodovinsko poznan tudi kot Mrtvaški most) je most v Ljubljani preko Ljubljanice ter povezuje Zaloško cesto in cesto Ob Ljubljanici ter Poljanski nasip. Ker je bila v bližini lokacije mostu včasih ljubljanska mrtvašnica, se je lokacije mostu oprijelo ime Mrtvaški most, z opustitvijo dejavnosti mrtvašnice in zaradi bližine ljubljanske porodnišnice pa so mestni svetniki leta 2013 preimenovali most v Materinski most.

## Zgodovina

### Prvi most (1931 - 2010)
Prvi most na tem mestu je bil Hradeckega most, ki je bil na to lokacijo prenešen leta 1931, po odstranitvi z mesta Čevljarskega mostu.
Zaradi staranja, slabšega vzdrževanja in dejstva, da so most uporabljali tudi za promet težjih motornih vozil (za kar most ni bil načrtovan), je bil most že ob koncu 20. stoletja dotrajan. Leta 2004 so most zaprli za motorni promet. Župan Zoran Janković je prenovo mostu uvrstil med svoje projekte. Februarja 2010 so most odpeljali z lokacije in ga odpeljali na temeljito sanacijo ter kasnejšo uporabo na drugi lokaciji (Krakovo-Prule). Zaradi edinstvene jeklene konstrukcije je most zavarovan kot kulturna dediščina.

### Novi most (2011)
Projekt za izgradnjo novega Materinskega mostu je izdelal arhitekt Jurij Kobe s sodelavci. Izvedbeni načrt so pripravili v projektni organizaciji Arhe,d.o.o., kjer je bil izdelan tudi projekt arhitekture. Projekt konstrukcije so izdelali v biroju Promico, d.o.o., pri prometnem in komunalnem delu so sodelovali še Ljubljanski urbanistični zavod, d.o.o. in Javna razsvetljava, d.o.o.. Odgovorni vodja projekta je bil Kobe, izvajalec del pa Gradis skupina G, d.d.. Most je dolg 45 metrov, širok 13 m, promet na njem pa bo dvosmeren, ima pa tudi obojestranski pas za kolesarje in pločnika.
Poleg gradnje novega mostu so istočasno prenovili tudi del Zaloške ceste (dodali pas za levo zavijanje) in preuredili križišče, tako da so dodali kolesarske steze in pločnike. Novi most ima tako dvopasovno vozišče ter kolesarske in poti za pešce.
Gradnja mostu se je končala sredi septembra 2011.
»Razmeroma preprosta betonska konstrukcija povzema silhueto odnesenega Hradeckega mostu. Zgornjo ploščo, ki ostaja le v debelini potrebni za premoščanje malih razponov, podpirata dvojni nosilni lok ter para stolpov, ki nad mostno ploščo preraščata v štiri svetilke. Te – seveda v sodobni interpretaciji - predstavljajo spomin na Plečnikove svetilke, ki jih je mojster oblikoval ob umestitvi Hradeckega mostu na njegovo drugo lokacijo. Dvojni nosilni lok v svoje telo sprejema tudi razmeroma zahtevne vode komunalnih napeljav. Oblikovanje mostu oziroma brežin neposredno pod mostom pa vključuje tudi, v prihodnosti predvideno, skrbnejše oblikovanje parka s spomenikom padlim železničarjem ter prav tako predvideno obvodno pot, spuščeno v brežino Ljubljanice, ki naj bi spremljala reko vzdolž njenega celotnega toka skozi mesto.«, je o novem Mrtvaškem mostu dejal odgovorni vodja projekta Kobe.

## Brv za pešce pred mostom
Približno 50 m gorvodno je bila zaradi zagotovitve nemotenega obratovanja vročevodnega in TK omrežja postavljena brv za pešce. Brv je jeklena konstrukcija in je v času gradnje Materinskega mostu služila kot nosilna konstrukcija omenjenim vodom, ker je na njej lesen pohodni tlak, pa tudi za peš povezavo obeh bregov Ljubljanice (projekt 6028, LUZ d.d., januar 2008). V letu 2014 je bila izvedena prestavitev brvi ob toku navzgor, v podaljšek Potočnikove ulice; brv je dobila ime Lipičeva brv in ne služi več kot nosilna konstrukcija vodom, temveč je namenjena le pešcem.